# 데이비드 분나기
데이비드 분나기(David Vunagi, 본명: David Okete Vuvuiri Vunagi, GCMG 경, 1950년 9월 5일~2025년 3월 7일)은 은퇴한 솔로몬 제도 성공회 주교이자 현 솔로몬 제도 총독이다. 2009년부터 2015년까지 멜라네시아 대주교이자 중앙 멜라네시아 교구의 주교였다.

## 개인 생활
분나기 대주교는 더들리 투티(Dudley Tuti) 주교의 둘째 자녀인 마리 분나기(Mary Vunagi)와 결혼하여 세 자녀를 두었다.